# Monaster św. Bazylego w Suzdalu
Monaster św. Bazylego – prawosławny męski klasztor w Suzdalu, w eparchii włodzimierskiej.
Klasztor został wzniesiony w XIII stuleciu jako wysunięta część obiektów obronnych miasta, przy drodze prowadzącej z Suzdala do Kidekszy. Do XVIII w. funkcjonował jako niezależny męski monaster; następnie został pozbawiony swoich majątków ziemskich i zmieniony w filię monasteru Złożenia Szat, zaś w 1899 – monasteru Spaso-Jewfimiejewskiego.
Główna świątynia monasterska, sobór św. Bazylego, została wybudowana w latach 1662–1669 na miejscu wcześniejszej, drewnianej cerkwi. Pierwotnie posiadał trzy kopuły (przetrwała jedna); zewnętrznie jest skromnie zdobiony portalami. W XIX wieku w sąsiedztwie soboru powstała dzwonnica. W końcu XVII w. powstała cerkiew-refektarz pod wezwaniem Świętego Spotkania. Jest to obiekt dwukondygnacyjny, z pojedynczą cebulastą kopułką. Cały kompleks budynków został w XVII w. otoczony zachowanym fragmentarycznie murem z bramą wjazdową. Istniały również budynki mieszkalne oraz gospodarskie – współcześnie w tych ostatnich znajdują się cele mnichów. 
W 1916 klasztor został ponownie samodzielną wspólnotą monastyczną, zmieniono przy tym jego typ na żeński. W takim kształcie monaster działał do zamknięcia 15 lutego 1923, gdy jego obiekty zmieniono w państwowe gospodarstwo rolne. W latach 50. XX wieku miała miejsce częściowa restauracja zabytkowych cerkwi klasztoru. Następnie został on zaadaptowany na magazyn.
Część monasteru została zaadaptowana na mieszkania prywatne i nadal pełni tę funkcję, mimo reaktywacji w klasztorze życia mniszego po upadku ZSRR, w 1995.